# 박구 (홍콩)

베이 구의 위치

박구(베이 구, 한국어: 북구, 중국어: 北區, 병음: Běi Qū, North District)는 홍콩의 18개 구의 하나로, 신계의 북서부에 위치한다. 가우룽의 도심 지역에 해당한다. 판링상수이 신시진이 구내에 위치한다. 면적은 137.31km2이고 인구는 2006년 기준으로 280,730명이다. 홍콩의 구 중에서 2번째로 인구 밀도가 낮다.

## 지리
북쪽으로 선전허를 경계로 선전시와 접한다. 홍콩에서 중국 본토로 가는 주요 접근로이다.

## 인구
통계에 따르면 인구의 70%가 펀링상수이 신신마을(粉嶺/上水新市鎮, Fan Ling-Sheung Shui New Town)의 공공 주택에 살고 있다. 4만 명의 농민들이 사타우곡(沙頭角, Sha Tau Kok)와 타구링(打鼓嶺, Ta Kwu Ling) 주변에 살고 있다.

## 교통
- 홍콩 지하철 동철선
- 펀링 공로
- 신톈 공로
- 사타우곡 공로

## 같이 보기
- 변경금구